# National Ice Center
Centre national des glaces des États-Unis
Le National Ice Center (NIC ; en français le « Centre national des glaces ») est un centre opérationnel conjoint de la United States Navy (département de la Défense), de la National Oceanic and Atmospheric Administration (département du Commerce) et de la Garde côtière des États-Unis (département de la Sécurité intérieure) dont la mission est de fournir des analyses des glaces flottantes en mer pour : la navigation dans le monde entier ; les forces armées des États-Unis ; les nations alliées ; les agences gouvernementales américaines.

## Histoire
Après la Seconde Guerre mondiale, l'US Navy commença à surveiller les glaces des mers du monde entier pour le département de la Défense des États-Unis. En 1956, le service des glaces du National Weather Bureau (ancêtre du National Weather Service) et celui de la Navy se sont réunis sur le site de Suitland, dans le Maryland, tout en restant indépendants. En 1976, le «  Navy/NOAA Joint Ice Center » est créé le 15 décembre à la suite d'un protocole d'accord entre les deux services. Ce centre conjoint prend le nom de « National Ice Center » en 1995 lorsque la United States Coast Guard s'intègre à l'alliance.

## Description
Le Centre national des glaces est un commandement subordonné de l'Office océanographique de la Marine (NAVOCEANO). L'US Navy est le noyau Naval Ice Center sous le commandement de la météorologie et de l'océanographie navales. Les garde-côtes américains  (USCG) s'associent par l'intermédiaire de sa division des opérations de mobilité et des glaces relevant de l'Office of Waterways and Ocean Policy. Les contributions de la NOAA se font sous de la Direction générale du service des glaces au sein de l'Ocean Prediction Center (OPC), l'un des National Centers for Environmental Prediction (NCEP) du National Weather Service (NWS).
Le Centre surveille l'environnement mondial de la banquise depuis ses bureaux de la NOAA à Suitland. La majorité des membres se trouvent au quartier-général mais sont également en mesure de fonctionner à distance. Du personnel est aussi déployé sur des navires dans les régions polaires. Le NIC est une organisation diversifiée de plus de 50 employés fédéraux, sous-traitants et militaires en service actif de l'US Navy, de la NOAA et de l'USCG.
La Marine fournit la majorité du personnel du NIC. Ceux-ci font l'analyse des données et la prévision météorologique alors que les officiers occupent des postes de direction. Il y a aussi du personnel civil dont beaucoup étaient auparavant stationnés au Centre en servant dans la Marine. La Garde-côte (USCG) est à la fois un partenaire et un client de NIC, participant à la surveillance des icebergs dans l'océan Atlantique Nord et dans le sud de l'Alaska in situ et par analyse des glaces sur les images satellitaires à haute résolution.
La NOAA fournit une grande partie du financement pour le NIC et des employés civils. Le petit contingent de la NOAA provient du Bureau du traitement et de la distribution des données satellitaires du National Environmental Satellite, Data, and Information Service (NESDIS) et travaille au bureau du RADARSAT pour la surveillance et l'analyse de l'état des glaces. Il y a aussi un officier de liaison du NOAA Corps qui transige avec les clients et peut coordonner le déploiement de brise-glaces des garde-côtes pour fournir un soutien à l'analyse des glaces. Finalement, le personnel de la NOAA se concentre sur les eaux américaines contenant de la glace dont l'une des principales région est celle des Grands Lacs pendant la saison hivernale.
Le personnel civil permet la continuité des opérations par rapport aux militaires changeant régulièrement.

## Production
Le National Ice Center produit des cartes mondiales des glaces de mer et des divers produits cryosphériques. Le centre nomme et suit également les icebergs de l'Antarctique si leur axe le plus long dépasse 10 milles marins (19 km). En 2018, le NIC a diffusé 12 040 messages de routine décrivant la position de la banquise mondiale et des zones de glace marginale, des analyses et des prévisions sur leur évolution, des images et des graphiques annotés, ainsi que des textes d'analyse par divers moyens de communication dont l'internet et le courrier électronique. Il a envoyé également plusieurs milliers de messages supplémentaires destinés aux opérations de recherche climatologique, à divers clients du gouvernement américain et à des organismes de recherche soutenus par les États-Unis.